# Dom-Esch
 Dom-Esch este o localitate ce aparține de orașul Euskirchen. 
Localitatea este amintită pentru prima oară în anul 854 sub denumirea de „Esch”. Între anii 1273 și 1803 a fost proprietatea capitlului (din lat. capitulum) Arhidiecezei de Köln. Denumirea actuală a localității este oficială din anul 1954.